# Drepanosticta eucera
Drepanosticta eucera – gatunek ważki z rodziny Platystictidae.